# Resolutie 1313 Veiligheidsraad Verenigde Naties
Resolutie 1313 van de Veiligheidsraad van de Verenigde Naties werd unaniem door de VN-Veiligheidsraad aangenomen op 4 augustus 2000.

## Achtergrond
In Sierra Leone waren al jarenlang etnische spanningen tussen verschillende bevolkingsgroepen. In 1978 werd het een eenpartijstaat met een regering die gekenmerkt werd door corruptie en wanbeheer van onder meer de belangrijke diamantmijnen. Intussen was in buurland Liberia al een bloedige burgeroorlog aan de gang, en in 1991 braken ook in Sierra Leone vijandelijkheden uit. In de volgende jaren kwamen twee junta's aan de macht, waarvan vooral de laatste een schrikbewind voerde. Zij werden eind 1998 met behulp van buitenlandse troepen verjaagd, maar begonnen begin 1999 een bloedige terreurcampagne. Pas in 2002 legden ze de wapens neer.

## Inhoud

#### Waarnemingen
De Veiligheidsraad veroordeelde de aanvallen op en gevangenneming van UNAMSIL-personeel en loofde de resolute actie van diens commandant tegen de voortdurende dreiging vanuit het Revolutionary United Front (RUF) en andere gewapende elementen.

#### Handelingen
Het mandaat van UNAMSIL werd verlengd tot 8 september. Het mandaat werd ook versterkt met:
a. De veiligheid handhaven in Lungi en Freetown en hun belangrijkste invalswegen,
b. Met harde hand optreden tegen de bedreiging van het RUF,
c. Ontplooien op de strategische locaties en de belangrijkste bevolkingscentra,
d. Patrouilleren op strategische communicatielijnen,
e. Het politieke proces mee promoten en ontwapenen waar mogelijk.
Het RUF-offensief had ernstige zwaktes in de missie aangetoond. Een beoordelingsteam had Sierra Leone bezocht, en diens aanbevelingen werden nu door de secretaris-generaal ter harte genomen.

## Verwante resoluties
- Resolutie 1299 Veiligheidsraad Verenigde Naties
- Resolutie 1306 Veiligheidsraad Verenigde Naties
- Resolutie 1315 Veiligheidsraad Verenigde Naties
- Resolutie 1317 Veiligheidsraad Verenigde Naties

Lijst ·  1285 ·  1286 ·  1287 ·  1288 ·  1289 ·  1290 ·  1291 ·  1292 ·  1293 ·  1294 ·  1295 ·  1296 ·  1297 ·  1298 ·  1299 ·  1300 ·  1301 ·  1302 ·  1303 ·  1304 ·  1305 ·  1306 ·  1307 ·  1308 ·  1309 ·  1310 ·  1311 ·  1312 ·  1313 ·  1314 ·  1315 ·  1316 ·  1317 ·  1318 ·  1319 ·  1320 ·  1321 ·  1322 ·  1323 ·  1324 ·  1325 ·  1326 ·  1327 ·  1328 ·  1329 ·  1330 ·  1331 ·  1332 ·  1333 ·  1334